# 第十三届全国人民代表大会期间颁布的中华人民共和国主席令
| 中华人民共和国主席令 | 中华人民共和国主席令 | 中华人民共和国主席令 |
| -------------------- | -------------------- | -------------------- |
| ←第十二届            | 第十三届             | 第十四届→            |

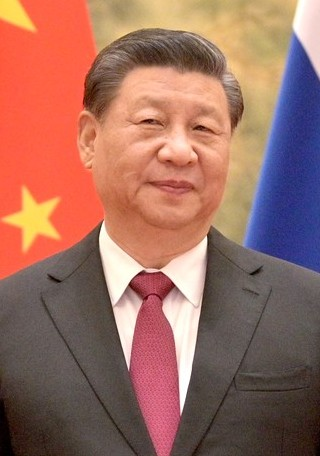
第七位中华人民共和国主席习近平

中华人民共和国主席令是中华人民共和国主席依据《中华人民共和国宪法》第八十条的规定，根据全国人民代表大会和全国人民代表大会常务委员会的决定，颁布的用于公布法律、任免国务院组成人员、授予国家勋章或荣誉、宣布进入紧急状态、战争状态或发布特赦令、动员令的法令。1954年中华人民共和国行宪后，国家主席令接替原由中央人民政府主席签署的“中央人民政府命令”；后在国家主席职位缺位和被废除时期，曾由“全国人民代表大会常务委员会委员长令”代替国家主席令。1982年12月4日，第五届全国人民代表大会第五次会议通过了中华人民共和国成立后的第四部《宪法》，即《八二宪法》，在国家机构一章中恢复关于中华人民共和国主席的规定，重新设置国家主席、副主席职务。自第六届全国人民代表大会开始，中华人民共和国主席令得以恢复。
第十二届全国人民代表大会第一次会议于2013年3月5日至3月17日在北京召开，会上选举习近平为新任国家主席，他取代胡锦涛成为第七位国家主席。第十三届全国人民代表大会第一次会议于2018年3月5日至3月20日在北京召开，会上他连任为国家主席。他在第十三届全国人大期间，共颁布了130份主席令。第一份颁布于2018年3月18日，其内容为任命李克强为中华人民共和国国务院总理。第十三届全国人大期间的最后一份主席令（第130号）则颁布于2023年2月24日，内容为免去唐一军的司法部部长职务、任命贺荣（女）为司法部部长。本列表列出第十三届全国人民代表大会期间颁布的中华人民共和国主席令。

## 列表
点击下方编号处的链接，可前往维基文库查看主席令原文。
| 编号       | 主要内容 | 日期           |
| ---------- | --- | -------------- |
| 第一号     | 任命李克强为中华人民共和国国务院总理。 | 2018年3月18日  |
| 第二号     | 任命韩正、孙春兰（女）、胡春华、刘鹤为国务院副总理；任命魏凤和、王勇、王毅、肖捷、赵克志为国务委员；任命肖捷（兼）为国务院秘书长；任命王毅（兼）为外交部部长；任命魏凤和（兼）为国防部部长；任命何立峰为国家发展和改革委员会主任；任命陈宝生为教育部部长；任命王志刚为科学技术部部长；任命苗圩为工业和信息化部部长；任命巴特尔（蒙古族）为国家民族事务委员会主任；任命赵克志（兼）为公安部部长；任命陈文清为国家安全部部长；任命黄树贤为民政部部长；任命傅政华为司法部部长；任命刘昆为财政部部长；任命张纪南为人力资源和社会保障部部长；任命陆昊为自然资源部部长；任命李干杰为生态环境部部长；任命王蒙徽为住房和城乡建设部部长；任命李小鹏为交通运输部部长；任命鄂竟平为水利部部长；任命韩长赋为农业农村部部长；任命钟山为商务部部长；任命雒树刚为文化和旅游部部长；任命马晓伟为国家卫生健康委员会主任；任命孙绍骋为退役军人事务部部长；任命王玉普为应急管理部部长；任命易纲为中国人民银行行长；任命胡泽君（女）为审计署审计长。                   | 2018年3月19日  |
| 第三号     | 公布《中华人民共和国监察法》。 | 2018年3月20日  |
| 第四号     | 公布《中华人民共和国人民陪审员法》。 | 2018年4月27日  |
| 第五号     | 公布《中华人民共和国英雄烈士保护法》。 | 2018年4月27日  |
| 第六号     | 公布《全国人民代表大会常务委员会关于修改〈中华人民共和国国境卫生检疫法〉等六部法律的决定》。 | 2018年4月27日  |
| 第七号     | 公布《中华人民共和国电子商务法》。 | 2018年8月31日  |
| 第八号     | 公布《中华人民共和国土壤污染防治法》。 | 2018年8月31日  |
| 第九号     | 公布《全国人民代表大会常务委员会关于修改〈中华人民共和国个人所得税法〉的决定》。 | 2018年8月31日  |
| 第十号     | 公布《全国人民代表大会常务委员会关于修改〈中华人民共和国刑事诉讼法〉的决定》。 | 2018年10月26日 |
| 第十一号   | 公布《中华人民共和国人民法院组织法》2018年10月26日修订版。 | 2018年10月26日 |
| 第十二号   | 公布《中华人民共和国人民检察院组织法》2018年10月26日修订版。 | 2018年10月26日 |
| 第十三号   | 公布《中华人民共和国国际刑事司法协助法》。 | 2018年10月26日 |
| 第十四号   | 公布《中华人民共和国消防救援衔条例》。 | 2018年10月26日 |
| 第十五号   | 公布《全国人民代表大会常务委员会关于修改〈中华人民共和国公司法〉的决定》。 | 2018年10月26日 |
| 第十六号   | 公布《全国人民代表大会常务委员会关于修改〈中华人民共和国野生动物保护法〉等十五部法律的决定》。 | 2018年10月26日 |
| 第十七号   | 公布《全国人民代表大会常务委员会关于修改〈中华人民共和国农村土地承包法〉的决定》。 | 2018年12月29日 |
| 第十八号   | 公布《中华人民共和国耕地占用税法》。 | 2018年12月29日 |
| 第十九号   | 公布《中华人民共和国车辆购置税法》。 | 2018年12月29日 |
| 第二十号   | 公布《中华人民共和国公务员法》2018年12月29日修订版。 | 2018年12月29日 |
| 第二十一号 | 公布《全国人民代表大会常务委员会关于修改〈中华人民共和国村民委员会组织法〉〈中华人民共和国城市居民委员会组织法〉的决定》。 | 2018年12月29日 |
| 第二十二号 | 公布《全国人民代表大会常务委员会关于修改〈中华人民共和国产品质量法〉等五部法律的决定》。 | 2018年12月29日 |
| 第二十三号 | 公布《全国人民代表大会常务委员会关于修改〈中华人民共和国电力法〉等四部法律的决定》。 | 2018年12月29日 |
| 第二十四号 | 公布《全国人民代表大会常务委员会关于修改〈中华人民共和国劳动法〉等七部法律的决定》。 | 2018年12月29日 |
| 第二十五号 | 公布《全国人民代表大会常务委员会关于修改〈中华人民共和国社会保险法〉的决定》。 | 2018年12月29日 |
| 第二十六号 | 公布《中华人民共和国外商投资法》。 | 2019年3月15日  |
| 第二十七号 | 公布《中华人民共和国法官法》2019年4月23日修订版。 | 2019年4月23日  |
| 第二十八号 | 公布《中华人民共和国检察官法》2019年4月23日修订版。 | 2019年4月23日  |
| 第二十九号 | 公布《全国人民代表大会常务委员会关于修改〈中华人民共和国建筑法〉等八部法律的决定》。 | 2019年4月23日  |
| 第三十号   | 公布《中华人民共和国疫苗管理法》。 | 2019年6月29日  |
| 第三十一号 | 公布《中华人民共和国药品管理法》2019年8月26日修订版。 | 2019年8月26日  |
| 第三十二号 | 公布《全国人民代表大会常务委员会关于修改〈中华人民共和国土地管理法〉、〈中华人民共和国城市房地产管理法〉的决定》。 | 2019年8月26日  |
| 第三十三号 | 公布《中华人民共和国资源税法》。 | 2019年8月26日  |
| 第三十四号 | 授予于敏、申纪兰（女）、孙家栋、李延年、张富清、袁隆平、黄旭华、屠呦呦（女）“共和国勋章”；授予劳尔·卡斯特罗·鲁斯（古巴）、玛哈扎克里·诗琳通（女，泰国）、萨利姆·艾哈迈德·萨利姆（坦桑尼亚）、加林娜·维尼阿米诺夫娜·库利科娃（女，俄罗斯）、让-皮埃尔·拉法兰（法国）、伊莎白·柯鲁克（女，加拿大）“友谊勋章”；授予叶培建、吴文俊、南仁东（满族）、顾方舟、程开甲“人民科学家”国家荣誉称号；授予于漪（女）、卫兴华、高铭暄“人民教育家”国家荣誉称号；授予王蒙、秦怡（女）、郭兰英（女）“人民艺术家”国家荣誉称号；授予艾热提·马木提（维吾尔族）、申亮亮、麦贤得、张超“人民英雄”国家荣誉称号；授予王文教、王有德（回族）、王启民、王继才、布茹玛汗·毛勒朵（女，柯尔克孜族）、朱彦夫、李保国、都贵玛（女，蒙古族）、高德荣（独龙族）“人民楷模”国家荣誉称号；授予热地（藏族）“民族团结杰出贡献者”国家荣誉称号；授予董建华“‘一国两制’杰出贡献者”国家荣誉称号；授予李道豫“外交工作杰出贡献者”国家荣誉称号；授予樊锦诗（女）“文物保护杰出贡献者”国家荣誉称号。 | 2019年9月17日  |
| 第三十五号 | 公布《中华人民共和国密码法》。 | 2019年10月26日 |
| 第三十六号 | 免去黄树贤的民政部部长职务；任命李纪恒为民政部部长。 | 2019年10月26日 |
| 第三十七号 | 公布《中华人民共和国证券法》2019年12月28日修订版。 | 2019年12月28日 |
| 第三十八号 | 公布《中华人民共和国基本医疗卫生与健康促进法》。 | 2019年12月28日 |
| 第三十九号 | 公布《中华人民共和国森林法》2019年12月28日修订版。 | 2019年12月28日 |
| 第四十号   | 公布《中华人民共和国社区矫正法》。 | 2019年12月28日 |
| 第四十一号 | 公布《全国人民代表大会常务委员会关于修改〈中华人民共和国台湾同胞投资保护法〉的决定》。 | 2019年12月28日 |
| 第四十二号 | 公布《全国人民代表大会常务委员会关于废止有关收容教育法律规定和制度的决定》。 | 2019年12月28日 |
| 第四十三号 | 公布《中华人民共和国固体废物污染环境防治法》2020年4月29日修订版。 | 2020年4月29日  |
| 第四十四号 | 免去傅政华的司法部部长职务；任命唐一军为司法部部长；免去李干杰的生态环境部部长职务；任命黄润秋为生态环境部部长。 | 2020年4月29日  |
| 第四十五号 | 公布《中华人民共和国民法典》。 | 2020年5月28日  |
| 第四十六号 | 公布《中华人民共和国公职人员政务处分法》。 | 2020年6月20日  |
| 第四十七号 | 公布《中华人民共和国档案法》2020年6月20日修订版。 | 2020年6月20日  |
| 第四十八号 | 公布《中华人民共和国人民武装警察法》2020年6月20日修订版。 | 2020年6月20日  |
| 第四十九号 | 公布《中华人民共和国香港特别行政区维护国家安全法》。 | 2020年6月30日  |
| 第五十号   | 免去胡泽君（女）的审计署审计长职务；任命侯凯为审计署审计长。 | 2020年6月30日  |
| 第五十一号 | 公布《中华人民共和国城市维护建设税法》。 | 2020年8月11日  |
| 第五十二号 | 公布《中华人民共和国契税法》。 | 2020年8月11日  |
| 第五十三号 | 授予钟南山“共和国勋章”；授予张伯礼、张定宇、陈薇（女）“人民英雄”国家荣誉称号。 | 2020年8月11日  |
| 第五十四号 | 免去苗圩的工业和信息化部部长职务；任命肖亚庆为工业和信息化部部长；免去雒树刚的文化和旅游部部长职务；任命胡和平为文化和旅游部部长。 | 2020年8月11日  |
| 第五十五号 | 公布《全国人民代表大会常务委员会关于修改〈中华人民共和国专利法〉的决定》。 | 2020年10月17日 |
| 第五十六号 | 公布《中华人民共和国生物安全法》。 | 2020年10月17日 |
| 第五十七号 | 公布《中华人民共和国未成年人保护法》2020年10月17日修订版。 | 2020年10月17日 |
| 第五十八号 | 公布《中华人民共和国出口管制法》。 | 2020年10月17日 |
| 第五十九号 | 公布《全国人民代表大会常务委员会关于修改〈中华人民共和国国旗法〉的决定》。 | 2020年10月17日 |
| 第六十号   | 公布《全国人民代表大会常务委员会关于修改〈中华人民共和国国徽法〉的决定》。 | 2020年10月17日 |
| 第六十一号 | 公布《全国人民代表大会常务委员会关于修改〈中华人民共和国全国人民代表大会和地方各级人民代表大会选举法〉的决定》。 | 2020年10月17日 |
| 第六十二号 | 公布《全国人民代表大会常务委员会关于修改〈中华人民共和国著作权法〉的决定》。 | 2020年11月11日 |
| 第六十三号 | 公布《中华人民共和国退役军人保障法》。 | 2020年11月11日 |
| 第六十四号 | 公布《中华人民共和国预防未成年人犯罪法》2020年12月26日修订版。 | 2020年12月26日 |
| 第六十五号 | 公布《中华人民共和国长江保护法》。 | 2020年12月26日 |
| 第六十六号 | 公布《中华人民共和国刑法修正案（十一）》。 | 2020年12月26日 |
| 第六十七号 | 公布《中华人民共和国国防法》2020年12月26日修订版。 | 2020年12月26日 |
| 第六十八号 | 免去巴特尔（蒙古族）的国家民族事务委员会主任职务；任命陈小江为国家民族事务委员会主任。免去韩长赋的农业农村部部长职务；任命唐仁健为农业农村部部长。免去钟山的商务部部长职务；任命王文涛为商务部部长。 | 2020年12月26日 |
| 第六十九号 | 公布《中华人民共和国动物防疫法》2021年1月22日修订版。 | 2021年1月22日  |
| 第七十号   | 公布《中华人民共和国行政处罚法》2021年1月22日修订版。 | 2021年1月22日  |
| 第七十一号 | 公布《中华人民共和国海警法》。 | 2021年1月22日  |
| 第七十二号 | 免去鄂竟平的水利部部长职务；任命李国英为水利部部长。 | 2021年2月28日  |
| 第七十三号 | 公布《全国人民代表大会关于修改〈中华人民共和国全国人民代表大会组织法〉的决定》。 | 2021年3月11日  |
| 第七十四号 | 公布《全国人民代表大会关于修改〈中华人民共和国全国人民代表大会议事规则〉的决定》。 | 2021年3月11日  |
| 第七十五号 | 公布《中华人民共和国香港特别行政区基本法附件一香港特别行政区行政长官的产生办法》2021年3月30日修订版。 | 2021年3月30日  |
| 第七十六号 | 公布《中华人民共和国香港特别行政区基本法附件二香港特别行政区立法会的产生办法和表决程序》2021年3月30日修订版。 | 2021年3月30日  |
| 第七十七号 | 公布《中华人民共和国乡村振兴促进法》。 | 2021年4月29日  |
| 第七十八号 | 公布《中华人民共和国反食品浪费法》。 | 2021年4月29日  |
| 第七十九号 | 公布《中华人民共和国海上交通安全法》2021年4月29日修订版。 | 2021年4月29日  |
| 第八十号   | 公布《全国人民代表大会常务委员会关于修改〈中华人民共和国教育法〉的决定》。 | 2021年4月29日  |
| 第八十一号 | 公布《全国人民代表大会常务委员会关于修改〈中华人民共和国道路交通安全法〉等八部法律的决定》。 | 2021年4月29日  |
| 第八十二号 | 公布《全国人民代表大会常务委员会关于修改〈中国人民解放军选举全国人民代表大会和县级以上地方各级人民代表大会代表的办法〉的决定》。 | 2021年4月29日  |
| 第八十三号 | 任命黄明为应急管理部部长。 | 2021年4月29日  |
| 第八十四号 | 公布《中华人民共和国数据安全法》。 | 2021年6月10日  |
| 第八十五号 | 公布《中华人民共和国海南自由贸易港法》。 | 2021年6月10日  |
| 第八十六号 | 公布《中华人民共和国军人地位和权益保障法》。 | 2021年6月10日  |
| 第八十七号 | 公布《中华人民共和国军事设施保护法》2021年6月10日修订版。 | 2021年6月10日  |
| 第八十八号 | 公布《全国人民代表大会常务委员会关于修改〈中华人民共和国安全生产法〉的决定》。 | 2021年6月10日  |
| 第八十九号 | 公布《中华人民共和国印花税法》。 | 2021年6月10日  |
| 第九十号   | 公布《中华人民共和国反外国制裁法》。 | 2021年6月10日  |
| 第九十一号 | 公布《中华人民共和国个人信息保护法》。 | 2021年8月20日  |
| 第九十二号 | 公布《中华人民共和国监察官法》。 | 2021年8月20日  |
| 第九十三号 | 公布《中华人民共和国法律援助法》。 | 2021年8月20日  |
| 第九十四号 | 公布《中华人民共和国医师法》。 | 2021年8月20日  |
| 第九十五号 | 公布《中华人民共和国兵役法》2021年8月20日修订版。 | 2021年8月20日  |
| 第九十六号 | 公布《全国人民代表大会常务委员会关于修改〈中华人民共和国人口与计划生育法〉的决定》。 | 2021年8月20日  |
| 第九十七号 | 免去陈宝生的教育部部长职务；任命怀进鹏为教育部部长。 | 2021年8月20日  |
| 第九十八号 | 公布《中华人民共和国家庭教育促进法》。 | 2021年10月23日 |
| 第九十九号 | 公布《中华人民共和国陆地国界法》。 | 2021年10月23日 |
| 第一〇〇号 | 公布《全国人民代表大会常务委员会关于修改〈中华人民共和国审计法〉的决定》。 | 2021年10月23日 |
| 第一〇一号 | 公布《中华人民共和国反有组织犯罪法》。 | 2021年12月24日 |
| 第一〇二号 | 公布《中华人民共和国湿地保护法》。 | 2021年12月24日 |
| 第一〇三号 | 公布《中华人民共和国科学技术进步法》2021年12月24日修订版。 | 2021年12月24日 |
| 第一〇四号 | 公布《中华人民共和国噪声污染防治法》。 | 2021年12月24日 |
| 第一〇五号 | 公布《全国人民代表大会常务委员会关于修改〈中华人民共和国种子法〉的决定》。 | 2021年12月24日 |
| 第一〇六号 | 公布《全国人民代表大会常务委员会关于修改〈中华人民共和国民事诉讼法〉的决定》。 | 2021年12月24日 |
| 第一〇七号 | 公布《全国人民代表大会常务委员会关于修改〈中华人民共和国工会法〉的决定》。 | 2021年12月24日 |
| 第一〇八号 | 公布《全国人民代表大会常务委员会关于中国人民解放军现役士兵衔级制度的决定》。 | 2022年2月28日  |
| 第一〇九号 | 免去李纪恒的民政部部长职务；任命唐登杰为民政部部长。 | 2022年2月28日  |
| 第一一〇号 | 公布《全国人民代表大会关于修改〈中华人民共和国地方各级人民代表大会和地方各级人民政府组织法〉的决定》。 | 2022年3月11日  |
| 第一一一号 | 公布《中华人民共和国期货和衍生品法》。 | 2022年4月20日  |
| 第一一二号 | 公布《中华人民共和国职业教育法》2022年4月20日修订版。 | 2022年4月20日  |
| 第一一三号 | 免去王蒙徽的住房和城乡建设部部长职务。 | 2022年4月20日  |
| 第一一四号 | 公布《中华人民共和国体育法》2022年6月24日修订版。 | 2022年6月24日  |
| 第一一五号 | 公布《中华人民共和国黑土地保护法》。 | 2022年6月24日  |
| 第一一六号 | 公布《全国人民代表大会常务委员会关于修改〈中华人民共和国反垄断法〉的决定》。 | 2022年6月24日  |
| 第一一七号 | 公布《全国人民代表大会常务委员会关于修改〈中华人民共和国全国人民代表大会常务委员会议事规则〉的决定》。 | 2022年6月24日  |
| 第一一八号 | 免去陈小江的国家民族事务委员会主任职务；任命潘岳为国家民族事务委员会主任。免去赵克志兼任的公安部部长职务；任命王小洪为公安部部长；免去张纪南的人力资源和社会保障部部长职务；任命周祖翼为人力资源和社会保障部部长；免去陆昊的自然资源部部长职务；任命王广华为自然资源部部长；任命倪虹为住房和城乡建设部部长；免去孙绍骋的退役军人事务部部长职务；任命裴金佳为退役军人事务部部长。 | 2022年6月24日  |
| 第一一九号 | 公布《中华人民共和国反电信网络诈骗法》。 | 2022年9月2日   |
| 第一二〇号 | 公布《中华人民共和国农产品质量安全法》2022年9月2日修订版。 | 2022年9月2日   |
| 第一二一号 | 免去肖亚庆的工业和信息化部部长职务；任命金壮龙为工业和信息化部部长；免去黄明的应急管理部部长职务；任命王祥喜为应急管理部部长。 | 2022年9月2日   |
| 第一二二号 | 公布《中华人民共和国妇女权益保障法》2022年10月30日修订版。 | 2022年10月30日 |
| 第一二三号 | 公布《中华人民共和国黄河保护法》。 | 2022年10月30日 |
| 第一二四号 | 公布《中华人民共和国畜牧法》2022年10月30日修订版。 | 2022年10月30日 |
| 第一二五号 | 免去陈文清的国家安全部部长职务；任命陈一新为国家安全部部长。 | 2022年10月30日 |
| 第一二六号 | 公布《中华人民共和国野生动物保护法》2022年12月30日修订版。 | 2022年12月30日 |
| 第一二七号 | 公布《中华人民共和国预备役人员法》。 | 2022年12月30日 |
| 第一二八号 | 公布《全国人民代表大会常务委员会关于修改〈中华人民共和国对外贸易法〉的决定》。 | 2022年12月30日 |
| 第一二九号 | 免去王毅兼任的外交部部长职务；任命秦刚为外交部部长。免去周祖翼的人力资源和社会保障部部长职务；任命王晓萍为人力资源和社会保障部部长。 | 2022年12月30日 |
| 第一三〇号 | 免去唐一军的司法部部长职务；任命贺荣（女）为司法部部长。 | 2023年2月24日  |